# Орден на Златното руно
Орденът на Златното руно (на френски: Ordre de la Toison d’or, на испански: Orden del Toisón de Oro, на немски: Orden vom Goldenen Vlies, на нидерландски: Orde van het Gulden Vlies, на латински: Aureum Vellus; Vellus yasonis), известен и като Знак на Гидеон (на латински: Gedeonis signa), е рицарски орден, създаден от Филип III Добрия, херцог на Бургундия, през 1430 г., в деня на сватбата си с принцеса Изабела Португалска. 
Династическият орден е една от най-древните и почетни награди в Европа. Уставът на ордена съществува в два клона: испански и австрийски. Възлагането на испанския клон има право крал на Испания Филип VI, а на австрийския - Карл Хабсбург-Лотарингски.

## Описание и символика
Знакът на Ордена е изображение на откраднатото от аргонавтите в Колхида Златно руно, което виси на верига от 28 части.
Орденът има следните латински девизи:
1. Pretium Laborum Non Vile – „Наградата не отстъпва на заслугата (подвига)“ или „Цената на труда не е малка“
2. Ante ferit quam flamma micet – „Ударът пада преди да трепне на пламъка“
3. Non Aliud – Друго не желая („Аз притежавам и друго не желая) – мотото на херцог Филип[2] на гърба на централното звено (остава в австрийския вариант[3]). Според други източници също се пришива на орденската мантия.[4]

Не е известно защо Филип избира митологичното овче руно като символ на ордена. Според някои версии това е като знак за богатство, донесено от търговията с вълна във Фландрия; според други пътуването на Аргонавтите на изток се разглежда като паралел на кръстоносния поход срещу турците (т.е. нов поход на Аргонавтите), в който мечтае да участва Филип. Според друга версия орденът е наречен по мотивите на семейна легенда: един от предците на Филип някога повтаря пътя на аргонавта Язон и е взет в плен в Колхида (Мингрелия), след което избягва. Също разказват, че харесващият антични митове херцог оприличава русокосата жена, паднала от галопиращ кон, на Гела, паднала от гърба на златорунния овен (сравни с историята за създаването на английския Орден на жартиерата). При Жан дьо Лафонтен се срещат друга версия: „Добил се до благосклонността на една дама, херцог Филип Добрия, така се запленява от златните ѝ коси, че основава в тяхна чест Ордена на Златното руно“. Според някои източници тази жена се казва Мария Крумбруге.
Освен това трябва да се вземат предвид трактовката на образа на Златното руно от гледна точка на символиката: „овцата е олицетворение на невинността, а златото се третира като образ на висша духовност. Походът на Аргонавтите за Златното руно се разбира като придобиване на величие на духа чрез пречистване на душата“.
По-добре са документирани вложените по-късно към ордена библейски образи: канцлерът на ордена Жан Жермен, епископ на Шалон, обръща внимание на херцог Филип на епизод от Стария завет – вълната, която разтила Гедеон и на която пада небесна роса, в знак на това че той ще победи мадианитяните (Съд. 6:36 – 40). Това позволява да се прави и библейска аналогия, когато познавачите на митологията си припомнят, че Язон в действителност е крадец. По този начин Язоновското руно е еволюирало в символ на тайното зачатие на Дева Мария, а самият медал е получил второ име – „Знак на Гедеон“. Следващия канцлер Гийом Филастър добавя допълнителни библейски аналогии: Яков, Йов, Давид и цар Моавитянски (вж. също така символиката на Агнеца божи).
Празник на ордена се смята денят на Свети Андрей, тъй като орденът е установен на неговия ден – 10 януари. Апостол Андрей в древността е патрон на бургундските господари и именно той им връчва Андреевски кръст, който също се нарича „Бургундски“ (вариант – той е покръстител на Бургундия).
Наполовина е известна символиката на веригата. Руното виси на верига, изработена от стилизирани кремъчни камъни (на френски: pierre a fois) и кресал (на френски: briquet); огнивото е хералдически символ на Бургундия и на Филип Добрия. Кремъкът е изпълнен под формата на инициала „В“ – Burgundia.

### Инсигнии
Въпреки че по време на съществуването на ордена, той претърпява значителни промени във външния си вид в посока усложняване, а основните мотиви остават непроменени:
- Орденен знак за врата - представлява висулка под формата на Златно руно (т.е. изображения на овча кожа), прихваната от „колан", който е прикрепен към веригата на ордена. Главата се окачва надясно към централната връзка на веригата.
  - В австрийската версия тази връзка е овал от черен емайл с бели капковидни точки - кремък, от който се разпръскват искри от червен емайл. Тази връзка от своя страна е окачена на следващата златна връзка под формата на огниво, в долната част на което има високо релефно изображение на битката на Язон с дракона. Мотото на ордена "PRAETIUM LABORUM NON VILE" е поставено върху дъгите от син емайл. На обратната страна е изобразена битката на Гедеон с мадианците и надписът "NON ALIUD"). Между дъгите има златиста мида, към която е прикрепено ухото.
  - В Испания мотото никога не е изписвано на кремък, а овенът е изобразяван в пълен профил, показващ само един рог и око. Очертанията на детайлите, особено на огнивото, стават силно декоративни и стилизирани, превръщайки се в смесица от мавритански и барокови арабески. (В Австрия мотото винаги е било използвано, руното е изобразявано с обърната напред глава, така че да се виждат както рогата, така и очите).
- Верига на ордена – състои се от златни връзки два вида: първото – под формата на кресал (свързани с инициали – букви „В“), а второто – под формата на пластина в облак искри. Използва се в особено специални случаи. Има и детска верига, предназначена за непълнолетни.
- Висулка на Ордена на Златното руно – поредица от обработени диаманти и три големи, с уникална чистота хризолити. Най-централното звено за окачване представлява висулка във формата на Златното руно, представлява златно руно на овен. Рогата, очите, ушите и копита на овена са инкрустирани с диаманти. Намирайки се в обществото, рицарят на ордена на Златното руно винаги е длъжен да носи тежката орденска верига. Въпреки това в XVI век Карл V промяна на хартата на ордена, което позволява да се носи само за особено тържествени церемонии, а в останалите дни могат да се носят висулката с орденските символи на веригата или, както в този случай, копринена лента с червен цвят, широка два пръста. Т. нар. Висулка на ордена на Златното руно рицарите поръчват за своя сметка. А наградната верига, която е собственост на ордена, се връща след смъртта на рицаря.

От членовете на ордена се изисква да не носят други награди с изключение на Ордена на златното руно (тази разпоредба не се отнася за монарсите или австрийците). При тържествени случаи рицарите на ордена слагат верига, кадифен талар (расо) с яркочервен цвят, лилава мантия и същата шапка, червени чорапи и ботуши . Портрети, изобразяващи членове на ордена в церемониално облекло, до XIX век, показват хора, облечени по модата на XV век: 
| „ | Когато Филип Добрият, на сватбата с Изабела Португалска в Брюж (1430 г.), учреди Ордена на златното руно и отпразнува установяването му в Лил (1431 г.), той, заедно с господата от новия орден се появи облечен в яркочервен кафтан, подплатен и гарниран с катерица кожа. Върху този кафтан, който стигаше до краката, беше наметната дълга мантия от тънък червен плат, бродирана със злато и обрамчена с кожа. Главата му беше покрита с широка ролка под формата на тюрбан. | “ |

Всички оцелели ордени на Златното руно имат своя история и са скъпи (до 1, 5 млн. долара). Примери са:
- поръчка с топаз в Диамантения фонд на Кремъл
- Дворецът Хофбург (Виена), Виенската хазна (Schatzkammer), където се съхраняват съкровищата на ордена.
- Цвингер (Дрезден), хазна
- Замъкът Грюер (Швейцария) - в Бургундската зала има три траурни одежди на рицарския Орден на Златното руно, които са служили като изповедници на Шарл Дръзки, призвани да проведат тържествена литургия за покоя на рицарите, загинали в кампанията през 1476 г.

## История

### Хронология на XV—XXI век
- 10 януари 1430 г.: Филип Добрия учредява медал по повод на третия си брак – този с инфантата на Португалия, в чест на Пресвета Дева Мария и апостол Андрей.
- 30 ноември 1431 г.: в Лил се събира първата глава на Ордена, избирайки по-специално гербовия крал Жан Льофевр дьо Сен Реми.
- 1433 г.: папа Евгений IV утвърждава ордена
- 1477 г.: брак на последната представителка на бургундската династия Мария Бургундска с Максимилиан Хабсбург. Магистър на ордена става австрийският ерцхерцог, тъй като сюзеренитетът над ордена при липсата на мъжки наследник преминава към съпруга на наследницата на херцогството до достигане на зряла възраст на нейния син.
- 1496 г.: Брак на сина на Мария Бургундска Филип Красивия с наследницата на испанската корона Хуана Лудата. Техният син Карл V Хабсбург след смъртта на баща си през 1506 г. наследява управлението на ордена, което е от 1516 г. остава за испанския клон на Хабсбургите.
- 1516 г.: увеличаване броя на членовете на ордена, утвърдено от папата Лъв Х в булата Praeclarae devotionis sinceritas.
- 1519 г.: Първата испанска инвеститура, при която Карл V след смъртта на дядо си Максимилиан наследява магистърството на ордена (преди това наследява от майката си трона на Испания). През 1521 г. Карл дава австрийските владения на брат си, бъдещия император Фердинанд I – на този факт в бъдеще ще се основават претенциите на австрийците.

- 1700 г.: със смъртта на последния испански Хабсбург Карлос II суверенитетът на ордена по негово завещание (заедно с държавата) се наследява от френския принц Филип Анжуйски, станал следващия испански крал под името Филип V. Както отбелязват историците, „законите сюзерени на ордена Филип V и неговият син Фердинанд VI“ (френски принцове) обединяват ордена на Златното руно, съединявайки испанския клон и клонът на Херцогство Бургундия, съществувало само на теория, което е погълнато от Франция през управлението на Луи XI" .
- 1712 г.: продължава Войната за испанското наследство между французите и австрийците, от австрийския клон на Хабсбургите, останала единствена и получила по Утрехтския вирен договор Нидерландиуте – Земите на основателя на ордена. В хода на войната император Карл VI превзема Мадрид. Отстъпвайки, той отнася архивите на ордена.
- 1713 г.: Карл VI във Виена празнува възстановяването на ордена.
- 1724 г.: специален конгрес в Камбре разглежда спора между двете династии за надмощие, но не е взето решение: „и двете кралски домове с мълчаливо съгласие, започнаха да предоставят знаците на Ордена на Златното руно независимо един от друг."
- 1725 г.: Виенски мир, където се признава, че както суверените на Австрия, така и кралете на Испания имат правото да връчват Ордена на Златното руно.
- 1794 г.: след загубата от Наполеон и подписване на Договора в Кампоформио Австрия губи бургундските владения (Нидерландия), наследени от Франция, но въпреки това продължава да пресъжда ордена. През 1809 г. Наполеон възнамерява да създаде своя най-висок военен орден - Ордена на трите златни руна, като символ на господство над Испания и Нидерландия и съюз с Австрия (по-специално брак с принцеса). Намерението не е изпълнено.
- 1847 и 1851 г.: укази на испанските крале, според които Орденът на Златното руно става граждански кралски орден.
- 1918 г.: падането на австрийската монархия, преди което тя награждава ордена. След Първата световна война Алберт I от Белгия претендира за суверенитета на ордена като крал на бившите бургундски владения на Хабсбургите. Въпреки това, съгласно Версайския договор от 1919 г., суверенитетът на ордена преминава към испанския крал като наследник на последния австрийски монарх. През XX век суверенът на австрийския клон на ордена е главата на дома на Хабсбургите в изгнание - Ото фон Хабсбург, преди него - неговият свален баща, император Карл I, починал през 1922 г. На 30 ноември 2000 г. Ото предава великото магистърство на сина си Карл Хабсбург-Лотарингски.
- 1931 г.: падането на испанската монархия, Алфонсо XIII е свален, но оставайки суверен на ордена, до смъртта си през 1941 г., той не произвежда нито една награда. В началото на 1951 г. синът му Хуан, граф на Барселона, глава на испанския кралски дом в изгнание, го дава на шест лица с кралска кръв. След като графът се отказа от правата си в полза на сина си малко преди смъртта си, Хуан Карлос I, който получава короната, награди още няколко испански граждани и чуждестранни монарси.
- 8 септември 1953 г.: Орденът е признат от Република Австрия като орден на Дома на Хабсбургите. Австрийското правителство признава ордена за правен субект на международното право. Той запазва правата върху архивите и имуществото, преместено от Брюксел във Виена по време на френската офанзива в Белгия през 1794 г. Австрийското правителство поставя тези ценности в Държавната хазна и Духовната хазна в Хофбург и разреши на ордена да ги използва за културни и церемониални цели.

### Учредяване
В устава на ордена на Филип Добрия е записано, че той го учредява „поради особената любов и разположение към рицарството, на което той страстно желае да умножи честта и просперитета, за да може рицарството да охранява, предпазва и подкрепя истинската католическа вяра и църква, спокойствието и благосъстоянието на държавата...“. Формално целта на ордена е охрана на църквата и вярата и той е посветен на Дева Мария и на св. Андрей.
Първите кавалери на ордена стават самият херцог Филип Добрия и Гийом Венски. Йохан Хьойзинха пише: 
| „                                                     | Заедно с рицарите орденът включваше и служители: канцлер, ковчежник, секретар, гербов крал с екип от глашатаи и свита. Епископ Жан Жермен от Шалон става първият канцлер на ордена, Жан Льофевр става първият гербов крал. Имената на глашатаите традиционно повтарят имената на старшите: Шароле, Зеландия, Бери, Сицилия, Австрия и др. Първият от оръженосците носи името Флинт (Фусил) във връзка с изображението на кремък - емблемата на Филип Добрия - във веригата на поръчката. Други оръженосци имаха също толкова звучни и романтични имена: Упоритост (Perseverance), Смирена молба (Humble Regueste), Сладострастна мисъл (Doulce Pensee), Леално преследване (Leal Poursuite) и др. Самият гербов крал носеше името „Златно руно" | “ |
| Хёйзинга Й. Осень средневековья. М., 1988, с. 90-101. | |   |

Т. нар. „потенция“ на снимката вдясно е гербовата огърлица на Вестителя на Ордена на златното руно. Вестителят можел да го носи само по случай изключителни празнични церемонии. "Potenza" се състои от двуетажна огърлица с плоча и орденова верига с висулка под формата на Златно руно - директен орденов знак. Всяко от полетата на щита изобразява герба на един от рицарите на ордена, а на Великия магистър на ордена са отделени две полета. Тези две полета са точно над висулката. Те изобразяват герба и емблемата на император Карл V. Като по това време велик магистър на ордена Карл V разширява кръга на избраните от 31 на 51 рицари. Горе се виждат, в допълнение към герба на Карл V, още 50. Щитовете са подвижни, тъй като всички живи членове на ордена трябва да бъдат представени на "potenza" - това правило обаче невинаги е било съблюдавано.
Отначало се подчертава духовното начало на ордена: задължителното посещение на църквата и ходенето на литургия, разположението на рицарите по време на събранията в столовете на канониците, поменаването на починалите носители на ордена според църковен сан и пр. С течение на времето тези традиции са отхвърлени.
| „                                        | Ако Орденът на Златното руно засенчва всички останали, тогава причината е, че херцозите на Бургундия предоставят на негово разположение всички ресурси на колосалното си богатство. От тяхна гледна точка орденът е трябвало да служи не само като символ на тяхната власт, но също така може да се използва за свързване на разделените владения на Камарата на Бургундия едно с друго. За херцозите на Бургундия, както и за други големи френски феодали, ордените и девизите, заедно със синдикатите, длъжностите и пенсиите, биха могли да служат като средство за по-здраво обвързване на техните членове с тяхната личност и политици. | “ |
| Кеннет Фоулер. Век Плантагенетов и Валуа | |   |

Йохан Хьойзинха пише: „Причината за най-големия успех на Ордена на Златното руно в сравнение с всички останали не е толкова трудна за идентифициране. Богатството на Бургундия, това беше целият смисъл. Може би особеното великолепие, с което са организирани церемониите на този орден, и щастливият избор на неговия символ също са допринесли за това.“

### Влияние и мощ на ордена
През XVI век Върховен магистър на ордена е императорът на Свещената Римска империя. Тъй като под негово управление се намира почти цяла Европа и Орденът на Златното руно се превръща в най-влиятелната рицарска организация по това време. Орденът получава пълната подкрепа на папския престол, който му дава специални духовни привилегии. Карл V приема за рицари на ордена кралете на Франция, Португалия, Унгария, Шотландия и Полша, както и херцозите на Бавария, Саксония, Флоренция, Савоя и Дания (...) През 1577 г. синът на Карл Филип II получава от папа Григорий XIII изключителното право да назначава рицари на високи вакантни позиции, което позволява повишаване на социалния статус на рицарството. Филип прави рицари на ордена на Златното руно кралете на Франция, представителите на висшата аристокрация на Нидерландия, Свещената Римска империя и Италия".
Главният орден на Ватикана – Орденът на Светия гроб Господен Йерусалимски има предимство пред притежателите на всички други ордени с изключение на Ордена на Златното руно.
От XVII век Орденът на Златното руно престава да се разглежда като съюз на рицари, заобикалящи суверена. Орденът губи първоначалния си смисъл, знаците за принадлежност към него се превръщат в знаци на кралско благоволение. Той придобива изключително значение и на практика се превърна в най-високото отличие в Европа. „Значението на ордена вече е посочено от факта, че повечето господа монарси, от чието име са сечени монети в Европа, поставят върху тях изображението на този орден изключително и от двете страни“.

### Статут
- Според устава членове на ордена могат да бъдат само католици. Това е съблюдавано в Испания до началото на XIX век.
- Лицата, наградени с Ордена на Златното руно, остават негови рицари за цял живот, при условие че не изпаднат в ерес и останат верни на католическата религия, а също така не са замесени в държавна измяна, не нарушават брачната вярност и не се петнят със срамно бягство от бойното поле.
- От членовете на ордена се изисква да не носят други награди, с изключение на Ордена на Златното руно (тази разпоредба не се отнася за монарсите или австрийците).
- Сюзеренитетът над ордена при липса на мъжки наследник преминава към съпруга на наследницата на херцогството. (Въпреки че не е ясно посочено - до пълнолетие на най-големия си син или все пак той си запазва правото да остане суверен). Ако наследникът е твърде млад, рицарите трябва да изберат измежду себе си регент, който да бъде велик магистър.
- Ръководителят на ордена има право на извънтериториални награди - това означава, че членовете на ордена, които са били на служба в други дворове, трябва да се подчиняват на него и неговите наследници „по рицарска линия“.
- Според хартата на Филип III Добрия, рицар, който влезе в Ордена на Златното руно, трябва да обяви оттеглянето си от всеки друг рицарски орден, ако е там, тъй като задълженията към него може да изискват от него да служи вярно на някой друг.
- Всеки суверен трябва да проведе съвет с други рицари, преди да им обяви война, всички разногласия между рицарите се разрешават от Съвета на ордена.
- Императорът на Свещената Римска империя Карл V потвърждава изключителното право на ордена да съди своите членове. Кавалер на ордена може да бъде арестуван само със заповед, подписана от най-малко шестима други рицари, и такъв арестуван човек не трябва да бъде държан в затвора, а да посещава братята си.
- Знакът подлежи на задължително връщане на Главата на Ордена след смъртта на кавалера. Невъзможността на това изискване се доказва от награди в различни съкровищници по света.

### Велики магистри на ордена
Великият магистри на ордена, започвайки от Карл V, са испанските крале, а от XVIII век започват кампания австрийските императори. Единственият път, когато магистър на ордена е жена, това е кралицата на Испания Исабела II. Подобна ситуация в Австрия – този с Мария Терезия е избегнат, тъй като за магистър е избран нейният съпруг Франц I.
Бургундия-Испания
1. Филип Добрия, херцог на Бургундия  (10 януари 1430 – 15 юни 1467 г.)
2. Шарл Дръзки (15 юни 1467 – 5 януари 1477 г.)
3. Максимилиан I, херцог на Бургундия по право на брак, император на Свещената Римска империя (30 април 1478 – 27 март 1482 г.)
4. Филип I Красиви, херцог на Бургундия, крал на Испания по право на брака (27 март 1482 – 25 септември 1506 г.)
5. Карл V Хабсбург, крал на Испания, император на Свещената Римска империя (25 септември 1506 – 22 октомври 1555 г.)
6. Филип II, крал на Испания (22 октомври 1555 – 13 септември 1598 г.)
7. Фелипе III, крал на Испания (13 септември 1598 – 31 март 1621 г.)
8. Филип IV, крал на Испания (31 март 1621 – 17 септември 1665 г.)
9. Карлос II, крал на Испания (17 септември 1665 – 1 ноември 1700 г.)

испанска линия:
1. Филип V, крал на Испания (1700 – 1724)
2. Луис I, крал на Испания (1724)
3. Филип V, крал на Испания, за втори път (1724 – 1746)
4. Фернандо VI, крал на Испания (1746 – 1759)
5. Карлос III, крал на Испания (1759 – 1788)
6. Карлос IV, крал на Испания (1788 – 1808)
7. Фернандо VII, крал на Испания (1808 – 1833)
8. Изабела II, кралица на Испания (1833 – 1841)
9. Генерал Балдоромеро Еспатеро, като регент (1841 – 1843)
10. Хоакин Мария Лопес, временно управляващ (1843)
11. Исабела II, кралица на Испания (1843 – 1868)
12. Франсиско Серано и Домингес, херцог де ла Торе, президент на Първата република (1868 – 1870)
13. Амадей I, крал на Испания (1870 – 1873)
14. Алфонсо XII, крал на Испания (1874 – 1885)
15. Алфонсо XIII, крал на Испания (1886 – 1941)
16. Хуан, граф на Барселона, член на кралския дом в изгнание (1941 – 1977)
17. Хуан Карлос I, крал на Испания (1977 – 2014)
18. Фелипе VI, крал на Испания (2014-днешно време)

австрийската линия:
1. Леополд I, император на Свещената Римска империя (ум. 1705)
2. Карл VI, император на Свещената Римска империя (ноември 1700 ? – 20 октомври 1740)
3. Франц I, император на Свещената Римска империя (20 октомври 1740 – 18 август 1765)
4. Йозеф II, император на Свещената Римска империя (18 август 1765 – 20 февруари 1790)
5. Леополд II, император на Свещената Римска империя (20 февруари 1790 – 1 март 1792)
6. Франц II, император на Свещената Римска империя, император на Австрия (1 март 1792 – 2 март 1835)
7. Фердинанд I, император на Австрия (2 март 1835 – на 2 декември 1848)
8. Франц Йосиф I, император на Австрия (2 декември 1848 – 21 ноември 1916)
9. Карл I, император на Австрия (21 ноември 1916 – 1 април 1922)
10. Ото фон Хабсбург, главата на Императорския дом на Хабсбургите (1 април 1922 – 30 ноември 2000)
11. Карл Хабсбург-Лотарингия, главата на Императорския дом на Хабсбургите (от 30 ноември 2000)

Карлистки претенденти за трона на Испания са имали своите собствени велики магистъри и присъждат на своите членове ордена от 1845 до 1900 г. Джоузеф Бонапарт награждава с Ордена на Златното руно от 1808 до 1813 г.

## Награждаване
Традиционно членовете на ордена са мъже с някои изключения, когато с тях са награждавани жени-глави на държави.
Знаменателно събитие в историята на испанския орден е награждаването на Наполеон I и неговия брат Жозеф Бонапарт. Луи XVIII незабавно връща своя орден в знак на протест, а по ред след Жозеф е избран заедно с всички останали награди Фернандо VII, след реставрацията на Бурбоните през 1813 г.
След Наполеоновите войни испанският крал Фернандо VII въвежда в устава съществена промяна – в нейното кредо: преди членовете са задължително католици, а сега им се разрешава да принадлежат и към други вероизповедания. Кралят на Испания прави промяната, за да може да възнагради своите партньори в Свещения съюз – монарсите на Англия, Прусия и Русия за възстановяване на династическите права на Бурбоните на испанския престол. През 1812 г. испанското правителство присъжда наградата на херцог Уелингтън, което е потвърдено след реставрация на Фердинанд и одобрено от папа Пий VII. По този начин с католическия орден за първи път е награден протестант. (По-точно от англиканска църква, а по-късно с ордена са наградени дори православни.)